# 戰利品 (馬)
戰利品，香港退役競賽馬，為澳洲出生的棗色雄閹馬，是香港著名練馬師蔡約翰的明星馬之一，代表作是贏得2015年香港打吡大賽。戰利品的馬主霍廣行以26萬澳元購入馬匹，於2013年1月正式在香港訓練。

## 賽績
| 馬季    | 總出賽 | 冠軍 | 亞軍 | 季軍 | 勝出路程       |
| ------- | ------ | ---- | ---- | ---- | -------------- |
| 2013/14 | 5      | 4    | 1    | 0    | 1400米         |
| 2014/15 | 4      | 2    | -    | -    | 1600米、2000米 |
| 2015/16 | 1      | -    | 1    | -    | -              |

## 主要錦標
戰利品贏得2015的香港打吡大賽，該場為2000米賽事，戰利品與精彩鬥士、大印銀紙、美麗大師及直震撼等熱門馬匹一同競逐。賽事一開始，王者無敵帶領，詠彩繽紛第2。戰利品力守4、5位之間。到最後300米戰利品帶出，最後以一個馬身位直奔終點，第2名為直震撼，第3名為99倍大冷門醒目名駒。

## 外部連結
- . hkjc.com.   [2015-11-04]. （原始内容存档于2016-04-05）.
- . racenet.com.au.   [2015-11-04]. （原始内容存档于2020-12-02）.
- . hkjc.com.   [2015-11-04]. （原始内容存档于2018-10-29）.